# 레닌-앤지오텐신 계통

레닌-안지오텐신-알도스테론 계의 해부학적 도식.

레닌-앤지오텐신 계통(renin–angiotensin system, RAS) 또는 레닌-앤지오텐신-알도스테론 계통(renin–angiotensin–aldosterone system, RAAS)은 혈압과 세포외액의 부피를 조절하는 내분비계 경로이다.
신장으로 가는 혈액량이 적을 때 네프론의 수입세동맥에 있는 사구체 인접 세포는 프로레닌(prorenin)을 활성화시켜 레닌을 혈액으로 분비한다. 혈액 속의 레닌은 간에서 생산된 안지오텐시노겐을 안지오텐신 I로 전환한다. 안지오텐신 I은 폐와 몸 전체의 혈관 내피에 존재하는 안지오텐신 전환효소(ACE)에 의하여 안지오텐신 II로 변환된다. 안지오텐신 II는 혈관을 수축시켜 혈압을 증가시키며, 부신피질에서 알도스테론을 분비하도록 자극한다. 알도스테론은 신장에서 나트륨과 물의 재흡수를 증가시킨다. 혈중 나트륨과 물이 증가하면 체액 총량과 혈압이 증가한다.
레닌-안지오텐신-알도스테론 계가 비정상적으로 활성화되면 혈압이 높아진다. 이 계의 각 단계를 교란시켜 혈압을 낮추는 약물이 개발되어 고혈압, 심부전, 신부전, 그리고 당뇨를 치료하는 데 쓰인다.

## 활성화

레닌-안지오텐신-알도스테론 계.

이 계는 출혈이나 탈수 증상이 있어 혈액량이 적어지거나(저혈량증) 혈압이 떨어지면(저혈압) 활성화된다. 혈압이 감소하는 것은 경동맥동에 있는 압력 수용기가 감지한다. 여과되는 NaCl 농도나 혈류량이 감소하면 치밀반(macula densa)이 자극을 받고 사구체인접 세포로 하여금 레닌을 방출하게 한다.
1. 사구체 인접 장치를 지나는 혈류량이 감소하면 사구체인접 세포가 효소 레닌을 방출한다.
2. 레닌은 안지오텐시노겐의 아미노산 일부를 잘라 안지오텐신 I로 전환한다.
3. 안지오텐신 I은 안지오텐신 전환효소(ACE)에 의해 안지오텐신 II으로 전환된다.[8]
4. 안지오텐신 II는 레닌-안지오텐신 계의 주요 생활성 산물로 사구체 내부 혈관사이 세포(intraglomerular mesangial cell)의 수용체에 결합하여 혈관을 수축시키고, 부신피질의 토리층(zona glomerulosa)에서 알도스테론을 방출한다. 안지오텐신 II는 내분비계, 자가분비(autocrine), 주변분비, 세포내분비(intracrine) 호르몬으로 작용한다.

## 심혈관계 효과

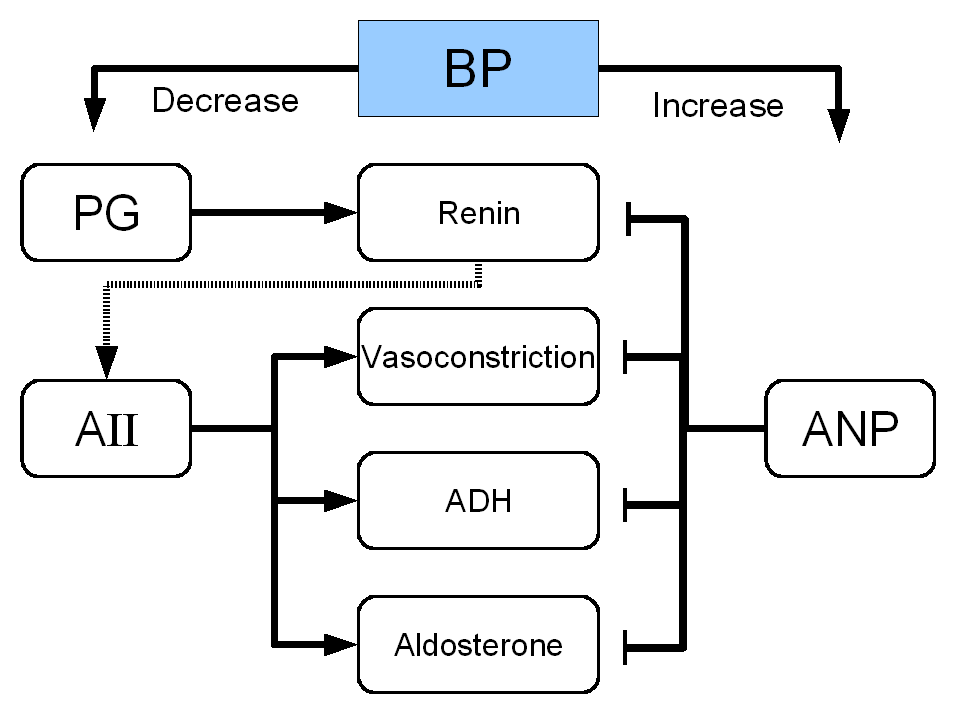
신장을 조절하는 호르몬. (BP=혈압; PG=프로스타글란딘; AII=안지오텐신 II; ADH=항이뇨호르몬; ANP=심방 나트륨이뇨 펩티드)

안지오텐신 I도 부수적인 활성을 가지고 있지만, 레닌-안지오텐신 계의 주요 활성은 안지오텐신 II가 지닌다.
- 몸 전체 세동맥의 혈관수축 작용
- 신장에서 안지오텐신 II는 사구체의 세동맥을 수축시킨다. 사구체 내로 들어오는 혈관(수입세동맥, afferent arterioles)보다 사구체에서 나가는 혈관(수출세동맥, efferent arterioles)에 대한 수축력이 더 크다. 수입세동맥이 수축되면 세동맥 저항이 증가하여, 전신의 동맥 혈압이 높아지고 혈류는 감소한다. 혈류가 감소해도 신장은 계속해서 혈액을 여과해야 하므로 사구체의 혈압을 유지하는 기작이 필요하다. 안지오텐신 II는 수출세동맥을 수축하여 혈액이 사구체 내에 머물게 하고 사구체 압력을 증가시킨다. 따라서 사구체 여과율(GFR)은 일정하게 유지되고 전체적인 신장 혈류량이 적어도 혈액 여과가 계속될 수 있다. 여과율이 증가했으므로 사구체를 지나 세뇨관 주위 모세혈관에 있는 혈액량은 감소한다. 이로 인해 세뇨관 주위 모세혈관의 정수압(유체 정지 압력)은 감소하고 여과되지 않는 혈장 단백질의 영향으로 교질 삼투압은 증가한다. 정수압이 감소하고 교질삼투압이 증가하면 세뇨관에서 재흡수가 증가한다.
- 안지오텐신 II는 곧은혈관을 지나는 속질 혈류량을 감소시킨다. 그 결과 신장 속질에서 NaCl과 요소의 제거가 감소한다. 수질에 NaCl과 요소의 농도가 증가하면 세뇨관액에서 재흡수가 증가하고, 물의 재흡수가 증가하면 헨레고리의 두꺼운 상행지에서 수동적인 나트륨의 재흡수도 증가한다.
- 안지오텐신 II는 근위세뇨관과 헨레고리의 두꺼운 상행지에 있는 상피세포의 정단막, 즉 세뇨관을 향하는 막에 있는 나트륨/수소이온 역수송체를 자극하고, 집합관의 나트륨 채널도 자극한다. 결과적으로 나트륨 재흡수가 증가한다. 또한 안지오텐신 II는 세뇨관 비대를 촉진하고 나트륨 재흡수는 더욱 증가한다.
- 안지오텐신 II는 부신피질에서 알도스테론을 분비하도록 자극한다. 알도스테론은 구불구불한 원위세뇨관과 신장 피질의 집합관에 작용하여 소변으로부터 나트륨과 수분을 재흡수하도록 한다. 나트륨과 수분 재흡수가 증가하면 혈액량이 많아지고 혈압이 증가한다. 나트륨을 혈액으로 재흡수하는 대신 칼륨이 세뇨관으로 분비되고 소변으로 배출된다.
- 바소프레신이라고도 불리는 항이뇨호르몬(anti-diuretic hormone, ADH)은 시상하부에서 만들어져 뇌하수체 후엽에서 방출된다.[5] 항이뇨호르몬은 혈관을 수축시키기도 하지만, 주요 기능은 신장에서 수분의 재흡수이다. 항이뇨호르몬은 또한 중추신경계에 작용하여 소금 섭취 욕구와 갈증을 느끼게 한다.

이러한 작용을 통하여 혈압이 증가하며, 심방 나트륨이뇨 펩티드(ANP)는 이와 반대의 작용을 한다.

## 국소 레닌-안지오텐신 계
신장, 부신, 심장, 혈관 및 신경계를 포함한 여러 조직에서 국소적인 레닌-안지오텐신 계가 발현된다. 기능도 다양한데, 독립적으로 혹은 전신 레닌-안지오텐신 계와 통합하여 국소적인 심혈관 조절작용을 할 뿐만 아니라 그 외 기능도 한다. 레닌은 신장이 아닌 순환계에서도 발견되며, 어떤 조직에 국소적으로 분비될 수 있다. 레닌의 전구체인 프로레닌은 조직에서 발현되고 순환하는 프로레닌 중 절반 이상이 신장 외에서 유래한다. 안지오텐시노겐은 간이 아닌 순환계와 일부 조직에서 발현된다. 안지오텐시노겐은 레닌에 의해서 안지오텐신 I이 되고, 안지오텐신 I은 국소적으로 발현되는 안지오텐신 전환효소와 키메이스(chymase), 기타 효소에 의하여 안지오텐신 II가 된다. 이 반응은 세포 내에서 혹은 세포외 간질액에서 일어날 수 있다.
부신에서 국소 레닌-안지오텐신 계는 주변분비를 통해 알도스테론 분비를 조절하고, 심혈관계에서는 혈관 상태나 혈관 리모델링을 담당한다. 또한 순환계의 레닌-안지오텐신 계와는 대체로 독립적인 뇌의 혈압을 조절한다. 중추신경계와 말초신경계는 안지오텐신을 교감신경계 신경전달물질로 사용할 수 있다. 기타 레닌-안지오텐신 계를 발현하는 조직이나 기관에는 생식계와 피부 및 소화기관이 있다. 전신을 표적으로 하는 치료나 약물은 이러한 국소적인 체계에 긍정적·부정적 영향을 미칠 수 있다.

## 임상적 중요성
- 안지오텐신 전환효소 저해제(ACE 저해제)는 안지오텐신 II의 형성을 감소시키는데 쓰인다. 캅토프릴은 ACE 저해제의 한 예이다. ACE는 또한 다수의 다른 펩타이드를 절단할 수 있는데, 키닌-칼리크레인 계(kinin–kallikrein system)의 펩타이드도 포함된다.
- 안지오텐신 II 수용체 차단제(ARB)는 안지오텐신 II가 안지오텐신 수용체에 작용하는 것을 막는다.
- 직접 레닌 억제제는 고혈압 환자에게 사용할 수 있다.[16] 레닌 억제제에는 알리스키렌[17]과 레미키렌[18] 등이 있다.

## 같이 보기
- 콩팥단위
- 신장의 오줌 생성 및 조절
- ACE 억제제
- ATC 코드 C09
- 뻗침 수용기(신장 수용기)
- 심방 나트륨이뇨 펩타이드: 심방이 늘어나면 혈압이 올라간 것으로 보고 나트륨을 배출하여 혈압을 낮춤
- 베인브리지 반사: 우심방 벽이 늘어나는 것에 반응하여 심박수를 증가시켜 정맥쪽 혈압 낮춤
- 압력반사: 대동맥활과 경동맥동의 신장 수용체가 늘어나면 혈압이 올라간 것으로 간주하고 심박수를 감소시켜 혈압을 낮춤
- 항이뇨 호르몬: 체액의 삼투 농도가 높아졌을 때 시상하부가 이를 감지하고 뇌하수체 후엽이 항이뇨 호르몬을 분비하여 집합관에서 수분 재흡수를 늘림

### 참고 문헌
1. ↑  Boron WF (2003). Medical Physiology: A Cellular And Molecular Approaoch (영어). Elsevier/Saunders. 866–867, 1059, 1300쪽. ISBN 1-4160-2328-3.
2. ↑  대한의협 의학용어 사전 https://www.kmle.co.kr/search.php?Search=renin%26%238211%3Bangiotensin%26%238211%3Baldosterone+system&EbookTerminology=YES&DictAll=YES&DictAbbreviationAll=YES&DictDefAll=YES&DictNownuri=YES&DictWordNet=YES
3. ↑  Kumar, Abbas; Fausto, Aster (2010). “11”. Pathologic Basis of Disease (영어) 8판. Philadelphia: Saunders Elsevier. 493쪽. ISBN 978-1-4160-3121-5.
4. ↑  Rogerson FM; Chai SY; Schlawe I; Murray WK; Marley PD; Mendelsohn FA (1992년 7월). “Presence of angiotensin converting enzyme in the adventitia of large blood vessels”. J. Hypertens. (영어) 10 (7): 615–20. doi:10.1097/00004872-199207000-00003. PMID 1321187.
5. 1 2 3  Yee AH; Burns JD; Wijdicks EF (2010년 4월). “Cerebral salt wasting: pathophysiology, diagnosis, and treatment”. 《Neurosurg Clin N Am》 21 (2): 339–52. doi:10.1016/j.nec.2009.10.011. PMID 20380974.
6. ↑  George L. Bakris, MD ed. (2013년 3월). “High Blood Pressure: Heart and Blood Vessel Disorders”. Merck Manual Home Health Handbook (영어). Merck Sharp & Dohme Corp. 2014년 7월 15일에 확인함.
7. ↑  Solomon, Scott D; Anavekar, Nagesh (2005). “A Brief Overview of Inhibition of the Renin-Angiotensin System: Emphasis on Blockade of the Angiotensin II Type-1 Receptor”. Medscape Cardiology (영어) 9 (2).
8. 1 2 3 4 5  Paul M; Poyan Mehr A; Kreutz R (2006년 7월). “Physiology of local renin-angiotensin systems”. Physiol. Rev. (영어) 86 (3): 747–803. doi:10.1152/physrev.00036.2005. PMID 16816138. 2009년 11월 24일에 원본 문서에서 보존된 문서. 2014년 7월 17일에 확인함.
9. ↑  Kobori, H.; Nangaku, M.; Navar, L. G.; Nishiyama, A. (2007년 9월 1일). “The Intrarenal Renin-Angiotensin System: From Physiology to the Pathobiology of Hypertension and Kidney Disease”. Pharmacological Reviews (영어) 59 (3): 251–287. doi:10.1124/pr.59.3.3. PMC 2034302. PMID 17878513.
10. 1 2  Ehrhart-Bornstein, M; Hinson, JP; Bornstein, SR; Scherbaum, WA; Vinson, GP (1998년 4월). “Intraadrenal interactions in the regulation of adrenocortical steroidogenesis” (PDF). Endocrine reviews (영어) 19 (2): 101–43. doi:10.1210/er.19.2.101. PMID 9570034.[깨진 링크(과거 내용 찾기)]
11. 1 2  Nguyen, G (2011년 3월). “Renin, (pro)renin and receptor: an update”. Clinical science (London, England : 1979) (영어) 120 (5): 169–78. doi:10.1042/CS20100432. PMID 21087212.
12. ↑  Kumar, R; Singh, VP; Baker, KM (2008년 3월). “The intracellular renin-angiotensin system: implications in cardiovascular remodeling”. Current opinion in nephrology and hypertension (영어) 17 (2): 168–73. doi:10.1097/MNH.0b013e3282f521a8. PMID 18277150.
13. ↑  Kumar, R; Singh, VP; Baker, KM (2009년 4월). “The intracellular renin-angiotensin system in the heart”. Current hypertension reports (영어) 11 (2): 104–10. doi:10.1007/s11906-009-0020-y. PMID 19278599.
14. ↑  McKinley, MJ; Albiston, AL; Allen, AM; Mathai, ML; May, CN; McAllen, RM; Oldfield, BJ; Mendelsohn, FA; Chai, SY (2003년 6월). “The brain renin-angiotensin system: location and physiological roles”. The international journal of biochemistry & cell biology (영어) 35 (6): 901–18. doi:10.1016/S1357-2725(02)00306-0. PMID 12676175.
15. ↑  Patil J; Heiniger E; Schaffner T; Mühlemann O; Imboden H (2008년 4월). “Angiotensinergic neurons in sympathetic coeliac ganglia innervating rat and human mesenteric resistance blood vessels”. Regul. Pept. (영어) 147 (1–3): 82–7. doi:10.1016/j.regpep.2008.01.006. PMID 18308407.
16. ↑  Akul Mehta (2011년 1월 1일). “Direct Renin Inhibitors as Antihypertensive Drugs” (영어). 2014년 2월 21일에 원본 문서에서 보존된 문서. 2014년 7월 17일에 확인함.
17. ↑  Gradman A; Schmieder R; Lins R; Nussberger J; Chiangs Y; Bedigian M (2005). “Aliskiren, a novel orally effective renin inhibitor, provides dose-dependent antihypertensive efficacy and placebo-like tolerability in hypertensive patients”. Circulation (영어) 111 (8): 1012–8. doi:10.1161/01.CIR.0000156466.02908.ED. PMID 15723979.
18. ↑  Richter WF; Whitby BR; Chou RC (1996). “Distribution of remikiren, a potent orally active inhibitor of human renin, in laboratory animals”. Xenobiotica (영어) 26 (3): 243–54. doi:10.3109/00498259609046705. PMID 8730917.